# アッシャー家の崩壊 (ドビュッシー)

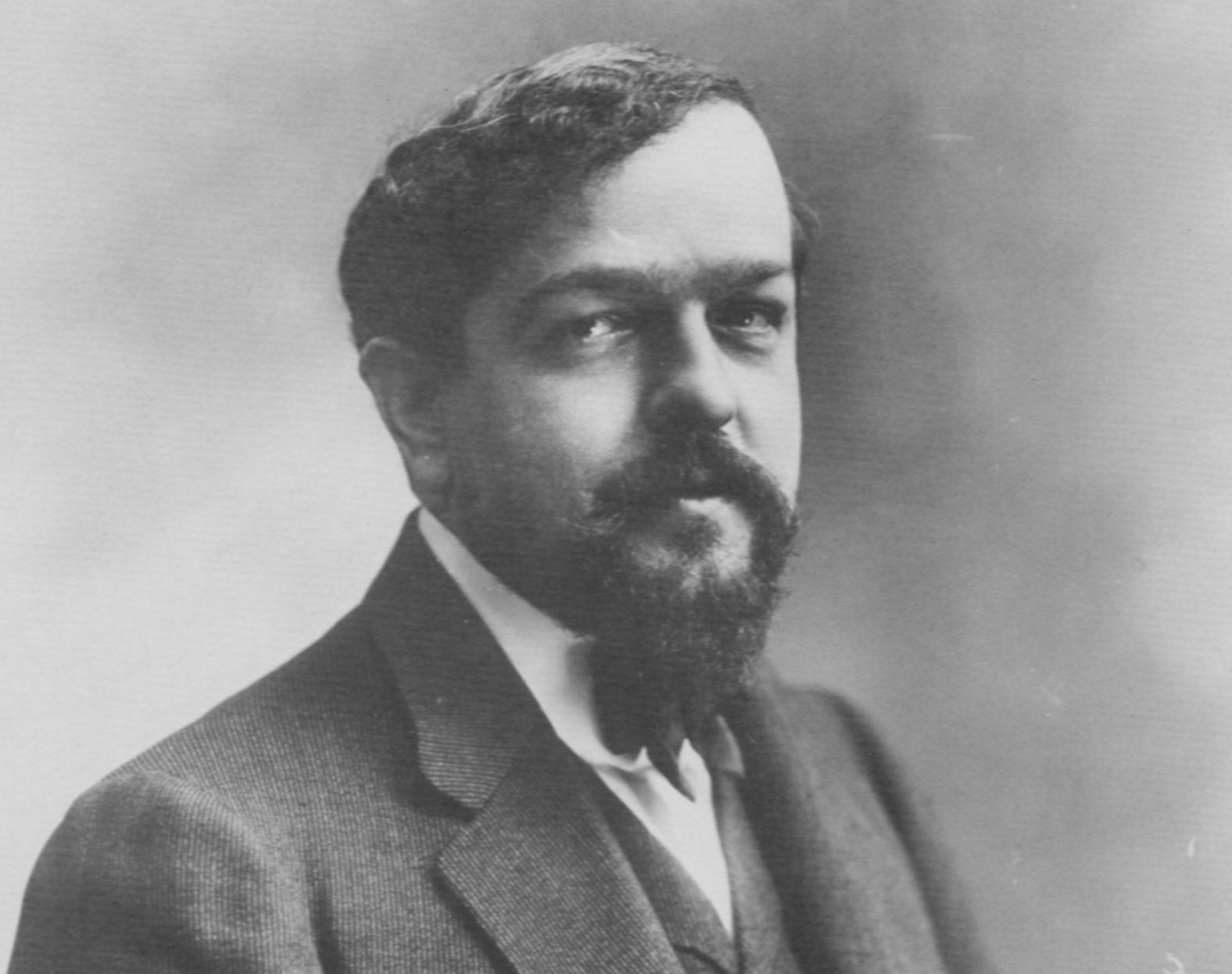
ドビュッシー

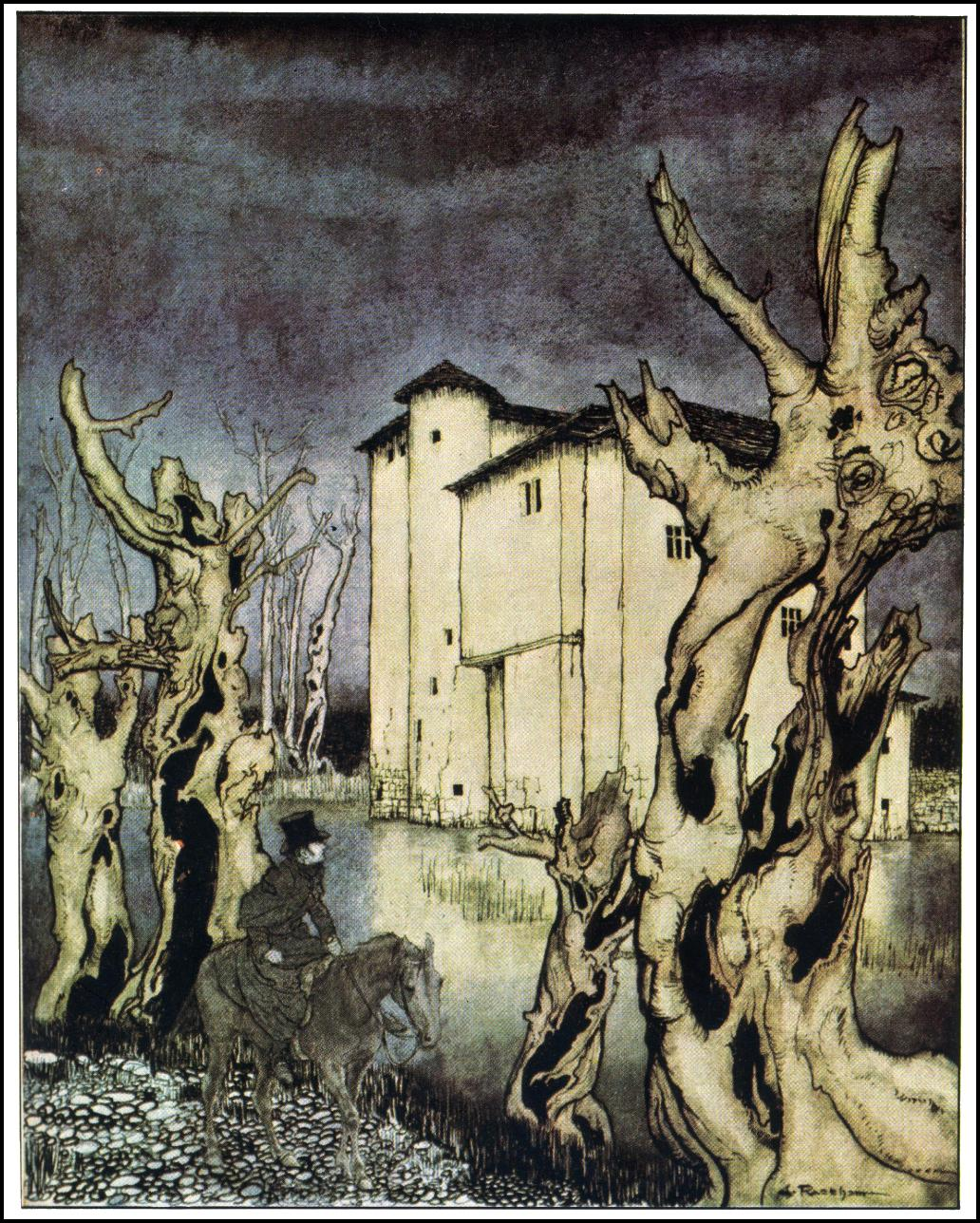
オペラの題材となったエドガー・アラン・ポーの「アッシャー家の崩壊」のアーサー・ラッカムによるイラスト

『アッシャー家の崩壊』（アッシャーけのほうかい、フランス語: La chute de la maison Usher）は、フランスの作曲家クロード・ドビュッシーによる1幕（２部に分割されている）の未完のオペラで、リブレットはエドガー・アラン・ポーの短編小説『アッシャー家の崩壊』(1839年)を素材としてドビュッシー自身が作成した。本作は1908年から1917年にかけて作曲されたが、遂に完成されなかった。

## 作曲の経緯
ドビュッシーはシャルル・ボードレールのフランス語訳によってフランスの読者に親しまれているエドガー・アラン・ポーの小説にかねてより魅了されていた。1890年には、アンドレ・スアレスがロマン・ロランに宛てた手紙の中で、「クロード・ドビュッシー氏は、ポーの物語、特に『アッシャー家の崩壊」を素材とした心理的な観念を発展させる交響曲を作曲しようとしている」と述べている。この試みは実現できなかったが、1902年に唯一完成したオペラ『ペレアスとメリザンド』の成功を受けて、ドビュッシーは次のオペラ作品の素材としてポーに着目していた。ドビュッシーは、ポーの作品から着想を得たオペラの最初の試みであるオペラ・コミック『鐘楼の悪魔』を数年間かけて作曲を試みたのだが、1911年または1912年に最終的に断念した。1908年の6月中旬には、ドビュッシーはポーの小説を題材にしたもう一つのオペラ『アッシャー家の崩壊』という陰鬱な内容のオペラに着手していた。7月5日、ドビュッシーはニューヨークのメトロポリタン・オペラと上演優先権を締結し、計画していたポーの2本立ての初演ともうひとつの未着手のオペラ『トリスタンの伝説』を上演する権利が保証された。その年の夏、彼は友人のジャック・デュランに宛てた手紙で「ここ数日、『アッシャー家の崩壊』の作曲に取り組んでいます。 自分の周囲にあるものの感覚を失ってしまう瞬間があり、もしロデリック・アッシャーの妹が私の家に入ってきたとしても、それほど驚かないでしょう」と記している。
1909年、ドビュッシーはロデリック・アッシャーの独白を概ね完成させたと書いている。「石の嘆き悲しみ、それを聞きとる。つまり、神経衰弱に陥った人が悲し気に石を見つめ、それが与える心理的な影響についての話なのだ。自家薬籠中にある独自の手法であるオーボエの低い音とヴァイオリンの倍音を対比させることによって、古くささがむしろ魅惑的な表現となる」。ドビュッシーは自分が神経衰弱にかかっていると信じていたが、この頃、主治医から、後に命を落とすことになる直腸癌を患っていると診断されていた。
ロバート・オーリッジによれば、「ドビュッシーは次第に自分をロデリック・アッシャーと同一視するようになり、ロデリック・アッシャーの精神崩壊をポーは崩壊しつつある家そのものと同一視した」ということである。『アッシャー家の崩壊』をほぼ完成に近い状態にまで持っていこうとしていたドビュッシーは、この運命の展開を受けとめかね、死刑囚のように苦しんだ。その心情をポール・デュカスに宛てた手紙に記している。「『アッシャー家の崩壊』は〈クロード・ドビュッシーの崩壊〉になってしまいそうです。運命は、私がこの作品を完成することを許すべきです。私は『ペレアスとメリザンド』だけをもって、未来の世代の人に性急に判断されたくないのですから、、、。音楽家は死んでしまってはいけませんね。」（1916年8月10日デュカスへの手紙）。
ドビュッシーはリブレットの執筆を3回に亘って試みた。1916年から1917年にかけて、第1場と第2場の一部の音楽の短いスコアの草案を作ったのは、3番目のリブレットに満足できたからであった。1918年にドビュッシーが死ぬまで、『アッシャー家の崩壊』の制作は進展を見なかった。現存するリブレットの手稿はハリー・ランサム・センターに保管されている。

## 配役
登場人物は4人。ロデリック・アッシャー、その友人 (Ami)、医者 (Le Médecin)、そしてマデリン夫人。
ドビュッシーは、この3人の男役をすべてバリトンの声域に割り当てた。ジャン・フランソワ・ティボーは次のように書いている。「ドビュッシーが3人の男役にどのようなバリトンの声域を正確に使ったのか、あるいは『ペレアスとメリザンド』のように、太い低音のバス、バス・バリトン、バリトン・マーティン（軽いバリトン）と段階的に変化させたのかはわからない。3人の役を同じ声域のバリトンに割り当てたことは、これらの配役が1つの意識の3つの分身であるという強い可能性を開くという点で重要である」。

## あらすじ
ロデリック・アッシャーは一族最後の男の子孫である。彼は朽ちかけた先祖代々の屋敷に、双子の妹で消耗性疾患を患っているマデリン夫人と主治医と共に暮らしている。ロデリックの友人 (語り手）はこの家に招待されている。彼が訪問している間にマデリン夫人が亡くなっているのが見つかり、屋敷の地下の納体堂に埋葬される。外で嵐が吹きすさぶ中、友人はロデリックを慰めるために中世のロマンスの物語を読み聞かせる。友人が物語を読み進め、クライマックスに到達すると、血にまみれたマデリン夫人が姿を現す。生き埋めにされていた彼女は、今度は兄に襲いかかり、彼を死に引きずり込む。友人が家から脱出すると、アッシャー家は鮮血のごとく真っ赤な月光に照らされる中で崩壊して姿を消す。
ドビュッシーはポーの物語を踏襲しながらも、ロデリックの妹への近親相姦的な感情をより強調し、マデリンの愛情をめぐるロデリックのライバルでもある医師により重要性をもたせ、より不気味な人物に仕立て上げている。

## 原作とリブレット
青柳いづみこによれば、ドビュッシーが『鐘楼の悪魔』のために書いたシナリオは、多少の変更や敷衍があるにしても、原作の大筋は捉えているのに対して、『アッシャー家の崩壊』の台本のほうには、ポーの意図まで損なってしまうような、根本的な意味のとり違えや、明らかな説明過多の傾向が認められる。ドビュッシーが書いた『アッシャー家の崩壊』の台本の主な変更内容は次の通りである。
1. 原作ではマデリンと生き写しの双生児となっているロデリックの年齢をずっと引き上げて、容姿もエドガー・アラン・ポー自身に似せたこと。
2. この2人の間に、原作者が明言を避けた近親相関関係を設定したこと。
3. 原作では、わずか3行しか登場しないアッシャー家の主治医の役割を大幅に拡大し、マデリンに横恋慕し、ロデリックを差し置いて、彼女を勝手に生き埋めにしてしまうというグロテスクな役柄に仕立て上げたこと。
4. 壁石に関するロデリックの空想を具現化し、アッシャー家の壁に向かって長々と独白させたこと。
5. 同じく原作では、ただ部屋の奥を通り過ぎるだけのマデリンに、本作ではロデリックが即興で演奏することになっている〈幽霊宮殿〉のアリアを歌わせたこと。
6. 医者の口を借りて、はっきりロデリックを狂人と断定したこと。

これらの中で、特に重要なのは、はじめの3点だろう。これらは作曲家が意識していたにせよ、していなかったにせよ、物語の本質にかかわる、重要な変更だったように思われる。

## 補筆の試み
1970年代、2人の作曲家がこの未完の本作の完成版を作ることを試みた。1977年 2月25日、イェール大学でキャロリン・アバテが作曲し、ロバート・カイルがオーケストレーションを担当したものが上演された。
同年、チリの作曲家フアン・アレンデ＝ブリンが補筆したものがドイツのラジオで放送された。1979年 10月5日、ベルリン国立歌劇場でヘスス・ロペス＝コボスの指揮、バリトンのジャン＝フィリップ・ラフォンのロデリック・アッシャー役、ソプラノのコレット・ロランのマデリン夫人役、バリトンのバリー・マクダニエルの医者役、バスのウォルトン・グロンルースのロデリックの友人役で、ブリンの補筆版が上演された。ブリンの再構成版は後にEMIに録音されたもので、演奏時間は約22分。
2004年、ロバート・オーリッジがドビュッシーの草稿をもとに作品を完成させ、オーケストレーションを行った。また、DVDにも収録されている。
2014年 6月にウェールズ・ナショナル・オペラにより行われたイギリス初演はローレンス・フォスターの指揮、ロバート・ヘイワードのロデリック・アッシャー、アンナ・ゴルヴァチョワのマデリン夫人、マーク=ル・ブロックが医者役、ウィリアム・ダズリーのロデリックの友人役、演出はデイヴィッド・パウントニーとなっていた。
2015年 12月のサンフランシスコ歌劇場によるアメリカ初演はローレンス・フォスターの指揮、ブライアン・マリガンのロデリック・アッシャー、ジャクリーン・ピッコリーノのマデリン夫人、ジョエル・ソレンセンが医者役、エドワード・ネルソンのロデリックの友人役、演出はデイヴィッド・パウントニーとなっていた。
2019年にマンハイムで行われたオーリッジの補筆版のドイツ初演は、ドビュッシーの他の音楽を加えて90分に拡大された。
他にも2019年1月11日に東京のHakuju Hallで初演された、市川景之による試補筆版が存在し、ピアニストの青柳いずみこのYoutubeチャンネルで公開されている。

## 主な録音・録画
- 『アッシャー家の崩壊』(ブリンの再構成版) ジャン＝フィリップ・ラフォン、 フランソワ・ル・ルー（フランス語版）、 クリスティーヌ・バルボー（フランス語版）、 ピエール=イヴ=ル・メガ、モンテカルロ・フィルハーモニー管弦楽団、指揮ジョルジュ・プレートル (EMI, 1984)
- 『アッシャー家の崩壊』録画 (『牧神の午後への前奏曲』と『遊戯』のバレエを含む) 2006年ブレゲンツ音楽祭での上演記録、2007年６月26日発売、 ローレンス・フォスターの指揮、ニコラ・カヴァリエ、ジョン・グラハム=ホール、スコット・ヘンドリックス、カティア・ペリグリーノ、演奏はウィーン交響楽団、ブレゲンツ祝祭劇場にて収録。
- The Edgar Allan Poe Operas : 『アッシャー家の崩壊』と『鐘楼の悪魔』、ゲッティンゲン交響楽団 ウィリアム・ダズリーほか、 2016 Double CD　（ASIN : B01K8MMHJ6）